# Долженков, Александр Валерьевич
Александр Валерьевич Долженков (укр. Олександр Валерійович Долженков; род. 26 апреля 1983, Артёмовск, Донецкая область) — украинский политик. Народный депутат Украины двух созывов (2012—2019). Являлся членом партии «Оппозиционный блок», глава политического совета партии «Наши».

## Биография
Родился 26 апреля 1983 года в Артёмовске Донецкой области. Окончил Национальную юридическую академию имени Ярослава Мудрого в 2005 году по специализации «правоведение».
Трудовую деятельность начал в отделе государственной исполнительной службы Сосновского района города Черкассы в должности старшего государственного исполнителя, где работал с августа 2005 года по ноябрь 2006 года. После этого работал в Государственной налоговой администрации Черкасской области в качестве главного налогового инспектора. Имеет звание советника налоговой службы III ранга.
С 2007 по 2010 год — начальник юридического отдела Каневского маслосырзавода. В течение следующих двух лет являлся юристом в компании «Воропаев и Партнёры» в Киеве. К 2012 году являлся юристом компании «Время закона».

### Политическая деятельность
На парламентских выборах 2012 года был избран народным депутатом по списку Партии регионов. На момент выборов являлся беспартийным. В парламенте возглавлял подкомитет по вопросам налога на прибыль предприятий. Голосовал за принятие законов 16 января.
На следующих выборах в 2014 году Долженков как беспартийный был избран по списку «Оппозиционного блока». С 2016 года — глава подкомитета по вопросам налогообложения налогом на прибыль предприятий, бухгалтерского учёта и по вопросам ценообразования комитета. 25 декабря 2018 года был включён в список лиц, в отношении которых Россия ввела санкции. В числе более 50 народных депутатов был соавтором представления в Конституционный суд Украины об отмене закона Украины «Об обеспечении функционирования украинского языка как государственного». В 2019 году являлся членом партии «Оппозиционный блок», которая не смогла по итогам выборов протий в Верховную раду.
Является главой политического совета партии «Наши» (лидер — Евгений Мураев).

## Личная жизнь
Женат. Воспитывает дочь и двоих сыновей.